# George Herbert Bailey
George Herbert Bailey (* 17. Mai 1852 in Barnard Castle, Distrikt Teesdale; † 18. April 1924 in Datchet) war ein englischer Chemiker.

## Leben
Er studierte in London und Heidelberg. Von 1875 bis 1880 war er Headmaster an der Grammar School in Bowes. Er erlangte 1878 den Abschluss als Bachelor of Science an der Universität London und 1880 den Abschluss als Master of Science am Tettenham College bei Wolverhampton. 1885 promovierte er unter Robert Wilhelm Bunsen an der Universität Heidelberg und wurde dann Dozent für Chemie an der Universität Manchester und übernahm nach der Pensionierung im Jahr 1886 von Sir Henry Roscoe viele seiner Vorlesungen. Von 1909 bis 1920 war er leitender Chemiker bei der British Aluminium Company in Kinlochleven. Nach seiner Pensionierung im Jahr 1924 blieb er als Berater für dasselbe Unternehmen tätig.

## Veröffentlichungen
- George Herbert Bailey, J. E. Cornish, Sowler, T. and Co; The teaching of technical chemistry: being the introductory address to a course of lectures in the evening classes, Owens College...; J.E. Cornish; 1888[2]
- George Herbert Bailey; Zirconium and its atomic weight; Harrison and Sons; 1890 (veröffentlicht in Proceedings of the Royal Society; vol. 46; 1890)[2][3]
- George Herbert Bailey, William Briggs; The Tutorial Chemistry; W. B. Clive; 1896[2]
- George Herbert Bailey, William Briggs; Advanced Inorganic Chemistry; W.B. Clive; 1898[2]
- George Herbert Bailey; New Matriculation Chemistry; s.n.; 1904[2]
- George Herbert Bailey; Elements of quantitative analysis; Macmillan; 1905[2]
- George Herbert Bailey, Harold William Bausor;	Senior chemistry (based on the 'Tutorial chemistry'); 1918[2]
- George Herbert Bailey, H. W. Bausor; Chemistry for matriculation; University Tutorial Press; 1922[2]
- George Herbert Bailey; A First Course in Inorganic Chemistry - Theoretical: Formerly entitled " First Stage Inorganic Chemistry - Theoretical"; W.B. Clive; 1925[2]
- George Herbert Bailey, Douglas Roseberry Snellgrove; Inorganic Chemistry; W.B. Clive; 1928[2]
- George Herbert Bailey, Harold William Bausor; School Certificate Chemistry: Formerly entitled "Senior Chemistry" ...; W.B. Clive; 1929[2]